# 4 (getal)
Het getal vier wordt weergegeven door het cijfer 4 en is het natuurlijke getal dat drie opvolgt en aan vijf voorafgaat.

## In de wiskunde
- Een vierhoek is een geometrische figuur bestaande uit vier zijden en vier hoeken.
- Een vierkant is de vierhoek met vier gelijke zijden en met rechte hoeken.
- Het getal 4 is het kleinste samengestelde getal (2 × 2).
- Vier is het dubbele van twee, wat impliceert 4 = 2 × 2, maar ook 4 = 2 + 2.
- Daarnaast is het getal 4 de hyperfactor van 2, omdat het een vorm is van {\displaystyle 1^{1}\cdot 2^{2}}.
- Het getal 4 is een Smithgetal en een getal uit de rij van Lucas en de rij van Padovan.
- Er bestaan vijf regelmatige veelvlakken; één daarvan is een regelmatig viervlak: de tetraëder.
- Zoals in de ruimte 2 punten een rechte bepalen, 3 punten een vlak of een cirkel bepalen, zo bepalen 4 punten een bol.

## In de natuurwetenschappen
- Vier is het atoomnummer van beryllium.
- Bij +4 °C heeft water haar grootste dichtheid, omdat dit het smeltpunt van zwaar water is, een variant van gewoon water, alleen nu hebben de waterstofatomen een extra neutron in de kern. De formule hiervoor is 2H2O of D2O.
- De meeste zoogdieren hebben vier poten. De mens heeft vier ledematen: twee armen en twee benen.
- In de kleurcode voor elektronische componenten wordt 4 aangeduid met de kleur geel.
- In de kleurcodering in de bibliotheek wordt de 4 door de letter E op een lichtblauw vlak gerepresenteerd.
- Tijd wordt in ruimtetijd beschouwd als de vierde dimensie, na lengte, breedte en hoogte.
- Vier uur in de middag wordt bij 24-uurs klokken als 16.00 uur aangeduidt
- Standaard voertuigen hebben vier wielen.
- Stoelen en tafels hebben standaard vier poten.

## In de numerologie
- Het getal 4 is een "heilig" getal dat wordt geassocieerd met het aardse. Er zijn namelijk 4 jaargetijden, 4 windstreken, 4 evangelisten, 4 elementen enz. Het getal 4 symboliseert ook de maagd Maria.
- In alchemie en theologie is het getal vier, zoals Carl Jung dat eveneens heeft opgemerkt, als zijnde 3+1 het getal dat de eenheid van de drieeenheid symboliseert.

- Een vreemde eigenschap van het getal vier is het volgende: wie een willekeurig woord neemt en het aantal letters van dat woord telt, krijgt een getal. Tel de letters in het woord dat het getal representeert en doe dit recursief, zo komt men altijd uit bij 4. Dit valt makkelijk te begrijpen door te bedenken dat 'vier' het enige getalwoord is in de Nederlandse taal dat evenveel letters telt 'als het betekent'. Dit is ook het geval in de Engelse taal, het Duits, het Zweeds, het Noors en het Hebreeuws.
hefschroefvliegtuig: 19 letters → negentien: 9 letters → negen: 5 letters → vijf: 4 letters → vier: 4 letters
letterkunde: 11 letters → elf: 3 letters → drie: 4 letters → vier: 4 letters

## In Japan en China
In Japanse en Chinese culturen is vier het getal van de dood: het getal 4 wordt vrijwel hetzelfde uitgesproken ('shi') als het teken voor de dood. Om deze reden worden series 4 in commerciële voorwerpen vaak gemeden. Ook zal men in Japan nooit cadeautjes vinden die in pakjes van 4 verpakt zitten: meestal in drieën.

## In het mensenleven
- De Grote Vier is een term die voor diverse toonaangevende viertallen wordt gebruikt.
- Het zogenaamde "ideale gezin" bestaat uit vier personen: vader, moeder en twee kinderen, een jongen en een meisje.

## In het Nederlands
- Vier is een hoofdtelwoord.
- Kwartet - een groep die uit vier personen bestaat.
- "Een gesprek onder vier ogen" - een gesprek gevoerd door twee mensen

## In hetJodendom
- De mens is samengesteld uit vier lichamen: neshama, ruach, nefesh en guf.